# Laevophiloscia subterranea
Laevophiloscia subterranea är en kräftdjursart som först beskrevs av Gustav Budde-Lund1912.  Laevophiloscia subterranea ingår i släktet Laevophiloscia och familjen Philosciidae. Inga underarter finns listade i Catalogue of Life.